# Een Vuile Egoïst
Een Vuile Egoïst (Frans: Un Sale Egoiste) is een theaterstuk uit 1970 dat naar het Nederlands is vertaald door Guus Verstraete. Het stuk bestaat uit vier aktes.

## Thematiek
Het centrale thema is misantropie en de wens om als mens te mogen kiezen met welke mensen om te gaan en met welke niet. Het onderzoekt altruïsme als wapen en laat er de scherpe kanten van zien. 

## Karakters en acteurs
In volgorde van opkomst:
- Victor, gespeeld door Ko van Dijk[1]
- Hélène, gespeeld door Bep Dekker[2]
- Lionel, gespeeld door Guus Hermus
- Manouche, de moeder van Lionel, gespeeld door Georgette Hagedoorn
- Dokter Weber, de huisarts van Lionel, en de ex-echtgenoot van Hélène, gespeeld door Paul van Gorkum[3]
- Pastoor Martin, een vriend van Lionel, gespeeld door Ad Hoeymans
- Evelyne, gespeeld door Leontien Ceulemans[4]

## Samenvatting
Lionel, de hoofdpersoon, is een bewust misantroop, evenals zijn vriend pastoor Martin. Lionels trouwe bediende Victor begrijpt de behoeften van zijn meester en probeert hem te beschermen tegen de buitenwereld. Die buitenwereld bestaat uit Hélène, die een oogje op Lionel heeft en zich bij hem in de gunst wil werken door het verlenen van diensten waar hij niet om gevraagd heeft, hoewel hij niets van haar wil hebben en uit Lionels moeder, Manouche, die graag bij hem in zou trekken. Het stuk laat zien hoe Lionel de ingrepen van de buitenwereld op zijn privacy probeert af te weren en hoe hij (bijna) struikelt, als hij zich onverwachts aangetrokken voelt tot een jonge vrouw, Evelyne, een egoïst, zoals hijzelf.

## Decor
Het stuk speelt zich af in Lionels woonkamer, met rechts de toegang tot een onzichtbare hal waaraan de keuken en ook de deur naar buiten blijken te liggen. Links is er een trap naar boven. De gang boven is zichtbaar, er komen diverse kamers op uit.